# Xenoblade Chronicles 2
Xenoblade Chronicles 2 (ゼノブレイド２, Xenoblade 2) est un jeu vidéo de rôle développé par Monolith Soft et édité par Nintendo, sorti le 1er décembre 2017 sur Nintendo Switch.
Un contenu téléchargeable intitulé Xenoblade Chronicles 2: Torna – The Golden Country, se déroulant 500 ans avant le jeu principal et proposant de nouvelles mécaniques de jeu, est sorti le 14 septembre 2018.
Une suite intitulée Xenoblade Chronicles 3 est sortie en juillet 2022 sur Nintendo Switch.

## Trame

### Univers
Xenoblade Chronicles 2 est un jeu vidéo de type aventure et JRPG qui se déroule dans un monde futuriste imaginaire. L'aventure prend place sur le monde d'Alrest, entièrement recouvert par une mer de nuages profonde sur laquelle vivent des titans, ces derniers abritant la population d'Alrest. Chaque titan a son propre climat, diversifiant ainsi la population d'Alrest. Le joueur se rend ainsi à Argentum, guilde marchande et point de commerce important d'Alrest tenue par des nopons, qui sont des petits animaux qui s'apparentent à des lapins. Il découvre aussi Gormott, région verdoyante où vit une population à oreilles de chat, Uraya, titan aquatique dont l'intérieur ressemble à une immense grotte, Mor Ardain, région désertique qui abrite une forte puissance militaire, Tantal, région glaciale isolée dont le titan vit reclus sous la mer de nuages, et Leftheria, un archipel composé de plusieurs petits titans, le Prétorium d'Indol, qui suit et partage les enseignements de l'Architecte.
Tous ces titans gravitent autour de l'Arbre Monde, qui est une gigantesque tour inaccessible ressemblant à un arbre qui domine Alrest. La légende dit qu'il y abriterait à son sommet l'Elysium, un paradis suffisamment grand pour accueillir toute la population d'Alrest, et serait la demeure de l'Architecte, créateur de ce monde.
Le joueur est également amené à visiter d'autres lieux, comme Temperantia, vestige d'un ancien titan qui sert désormais de champ de bataille, et Morytha, ruines de l'ancien monde situé sous la mer de nuages.
| Noms en JP    | Invidia | Superbia   | Acedia   | Gula        | Avaritia | Ira    | Luxuria |
| Signification | Envie   | Orgueil    | Paresse  | Gourmandise | Avarice  | Colère | Luxure  |
| Noms en FR    | Uraya   | Mor Ardain | Indoline | Gormott     | Argentum | Torna  | Tantal  |

### Personnages
Le joueur incarne Rex, un jeune récupérateur, et le guide dans sa quête vers l'Elysium. À ses côtés se trouve Pyra, l'une des lames de feu les plus puissantes d'Alrest, cette dernière étant un Aegis. Pyra finit par se révéler être la forme scellée de Mythra, lame au pouvoir de lumière, que tout oppose par leur caractère. Elles peuvent ainsi passer de l'une à l'autre, partageant leur mémoire et leurs souvenirs.
Rex se lie également d'amitié avec de nombreux personnages pendant son aventure. Aux côtés de sa lame et du titan Azurda, qu'il appelle « Papy », il rencontre ainsi la gormottoise Nia et sa lame Dromarch, le nopon inventeur Tora et sa lame artificielle Poppi, qu'il a conçue lui-même, le chef des mercenaires urayens Vandham et sa lame Roc, l'inquistrice spéciale de Mor Ardain Mòrag et sa lame Brighid, et le prince de Tantal Zyk aux côtés de sa lame, Pandoria.
Durant sa quête, le groupe se retrouve confronté à de puissants antagonistes : Jin, lame de Torna, et Malhos, Aegis et lame du prêteur d'Indol Amalthus, qui a pour but de détruire le monde.

### Histoire
Le joueur suit les aventures de Rex à travers sa quête pour guider Pyra à l'Elysium et y rencontrer l'Architecte. Tout au long de son aventure, Rex fera également face à d'autres problématiques : l'épuisement des titans, ce qui déclenche des guerres entre les différentes nations, et l'envie de destruction de l'humanité de Malhos et son groupe.

## Développement
Xenoblade Chronicles 2 est le troisième épisode de la série Xenoblade développée par Monolith Soft, après Xenoblade Chronicles et Xenoblade Chronicles X. Le début du projet remonte à 2014, durant la phase de développement de Xenoblade Chronicles X, alors que plusieurs fans ont reproché le changement de structure du jeu. En effet, alors que Xenoblade Chronicles suit une structure relativement classique avec un fil conducteur, Xenoblade Chronicles X propose une structure en monde ouvert avec un système d'exploration et de missions à remplir, mettant beaucoup moins l'accent sur une intrigue principale. Les développeurs de Monolith Soft ont donc rapidement commencé à travailler sur un nouveau jeu pour satisfaire les fans, revenant donc à une structure plus proche au premier opus, d'où le choix d'appeler le jeu Xenoblade Chronicles 2.
Le jeu est annoncé lors de la présentation officielle de la Nintendo Switch le 13 janvier 2017.

## Accueil

### Ventes
En septembre 2020, Nintendo a indiqué que le titre aurait été vendu à 2,05 millions d'exemplaires dans le monde depuis sa sortie.

## Postérité
À l’occasion de la sortie de Xenoblade Chronicles 2, le jeu The Legend of Zelda: Breath of the Wild s’enrichit de la mission « Xenoblade Chronicles 2 ». Cette mission donne accès à la tenue complète de Récupérateur, qui permet de nager plus rapidement.
Pyra et Mythra ont été intégrées en tant que combattantes additionnelles dans Super Smash Bros. Ultimate. Au combat, il est possible de passer librement de l'une à l'autre, comme dans leur jeu originel. Rex fait également une apparition lors de leur Smash final. Sur le stage Mer de nuages d'Alrest, les joueurs s'affrontent sur le dos d'Azurda qui navigue sur la mer de nuages, croisant ainsi les titans Argentum, Gormott, Uraya, Mor Ardain, Tantal et Indol.
Une suite intitulée Xenoblade Chronicles 3 sort le 29 juillet 2022 sur Nintendo Switch.